# 法蘭克·薛慶
法蘭克·薛慶（德語：Frank Schätzing，Frank Schätzingⓘ，1957年—），德國作家，出生於科隆，代表作為科幻驚悚小說《群》（德文：Der Schwarm，英文：The Swarm）。

## 生平
薛慶主修傳播學，在科隆一家廣告代理公司擔任創意總監。他在1990年展開其作家生涯，開始編寫一些諷刺小品文和中篇小說，並於1995年發表第一部長篇小說《科隆911》（德文：Tod und Teufel），而2000年發表的驚悚小說《悄無聲息》（德文：Lautlos）更奠定了其為暢銷小說家的地位。
薛慶也是一名專業潛水員，從他對海洋的熱愛所發想而創作出最受人矚目的作品：發表於2004年暢銷國際的科幻驚悚小說《群》，以對於海洋生物學、地質學和地球物理學的充分研究與厚重的份量為人稱道，但亦有批評者認為其敗筆為篇幅過長、編排欠佳以及一些科學事實上的謬誤。改编电视剧于2023年播出。鄔瑪舒曼曾購得《群》的電影改編權。

## 著作
- Tod und Teufel (1995), ISBN 3442455316; 台灣繁體中文版《科隆911》 ISBN 9789866807473
- Mordshunger (1996), ISBN 3924491712
- Die dunkle Seite (1997), ISBN 3924491852
- Keine Angst (1999), ISBN 3924491887
- Lautlos (2000), ISBN 3897052113; 台灣繁體中文版《悄無聲息》 ISBN 9789866807503
- The Swarm (novel)|Der Schwarm (2004), ISBN 3462033743; 台灣繁體中文版《群》 ISBN 9789866807053
- Nachrichten aus einem unbekannten Universum (2006), ISBN 3462036904; 台灣繁體中文版《海，另一個未知的宇宙》 ISBN 9789866807190
- Limit (2009), ISBN 3462037048; 台灣繁體中文版《極限》上：ISBN9789863840053 中：ISBN9789863840121 下：ISBN9779863840367
- Breaking News (2014) ISBN 978-3-462-04527-7

## 獲獎記錄
- 2002 - 德國科隆書獎(KölnLiteraturPreis)
- 2004 - 國際柯林書獎(Corine Literaturpreis)
- 2005 - 德國庫特拉思維茲獎(Kurd-Laßwitz-Preis); 獲獎作品:《群》
- 2005 - 德國科幻小說獎(Deutscher Science Fiction Preis); 獲獎作品:《群》
- 2005 - 德國出版金羽獎(Goldene Feder); 獲獎作品;《群》
- 2005 - 德國犯罪小說獎(Deutscher Krimi Preis); 獲獎作品:《群》

## 外部連結
- 薛慶的個人網站(德文) （页面存档备份，存于）
- 《群》的官方網站(德文)